# Rio Jaraqui
O Rio Jaraqui (ü) é um rio brasileiro que banha o município de Manaquiri, no estado do Amazonas.